# 요엘 피루
요엘 모하메드 람잔 피루(네덜란드어: Joël Mohammed Ramzan Piroe, 1999년 8월 2일 ~ )는 네덜란드의 축구 선수로 현재 프리미어리그의 리즈 유나이티드에서 공격수로 활약하고 있다.